# 小沢村 (愛知県)
小沢村（こさわむら）は、かつて愛知県渥美郡にあった村。
現在の豊橋市の一部（小島町・小松原町・寺沢町）に該当する。
村名は、前身となった村の名から一文字ずつとった、合成地名である。

## 歴史
- 1878年（明治11年） - 上細谷村、下細谷村、小島村、小松原村、寺沢村、西七根村、東七根村が合併し、五並村となる。
- 1884年（明治17年） - 五並村が分割され、上細谷村、下細谷村、小島村、小松原村、寺沢村、七根村[1]となる。
- 1889年（明治22年）10月1日 - 小島村、小松原村、寺沢村が合併し、小沢村が発足。
- 1906年（明治39年）7月1日 - 大川町、谷川村、細谷村と合併し、二川町が発足。同日小沢村は廃止。

## 教育
- 小島小学校（現・豊橋市立小沢小学校）